# فودی ترائوره
فودی ترائوره (انگلیسی: Fodie Traore؛ زادهٔ ۱ مارس ۱۹۸۵) بازیکن فوتبال اهل مالی است.